# افي تكفاه
افي تكفاه (بالعبرية: אבי תקווה‏) هو لاعب كرة قدم إسرائيلي في مركز الوسط، ولد في 28 يونيو 1976 في نتانيا في إسرائيل. شارك مع منتخب إسرائيل تحت 18 سنة لكرة القدم ‏ ومنتخب إسرائيل تحت 21 سنة لكرة القدم ومنتخب إسرائيل لكرة القدم. أما مع النوادي، فقد لعب مع مكابي بتاح تكفا ومكابي نتانيا ونادي بني يهودا تل أبيب ونادي غراسهوبر زيوريخ وهابوعيل تل أبيب ويانغ بويز.

## وصلات خارجية
- افي تكفاه على موقع ناشيونال فوتبول تيمز (الإنجليزية)